# Melisa Sözen
Melisa Sözen (født Ayşe Melisa Sözen 6. juli 1985 i Istanbul, Tyrkiet) er en tyrkisk skuespiller. Med filmen Vintersøvn fra 2014 (Den Gyldne Palme 2014) kom der gang i Melisa Sözens karriere.

## Udvalgt filmografi
- Bana Şans Dile - 2001
- Içerideki - 2002
- Okul - 2004
- Cenneti Beklerken - 2006
- Eve giden yol 1914 - 2006
- Kabuslar evi - Seni beklerken - 2006
- Av Mevsimi - 2011
- Pazarları Hiç Sevmem - 2012
- Vintersøvn (Kış Uykusu) - 2014
- Bir Varmış Bir Yokmuş - 2015